# Konwencja o broni biologicznej
     Podpisana i ratyfikowana
     Przystąpienie
     Uznanie postanowień, bez podpisania (Tajwan)
     Podpisana bez ratyfikacji
     Bez podpisania ani przystąpienia

Konwencja o broni biologicznej
Podpisana i ratyfikowana
Przystąpienie
Uznanie postanowień, bez podpisania (Tajwan)
Podpisana bez ratyfikacji
Bez podpisania ani przystąpienia

Konwencja o broni biologicznej (ang. Convention on the Prohibition of the Development, Production and Stockpiling of Bacteriological (Biological) and Toxin Weapons and on their Destruction, Biological Weapons Convention, BWC) – traktat podpisany 10 kwietnia 1972 w Londynie, Moskwie i Waszyngtonie, zakazujący sygnatariuszom rozwijania, przekazywania oraz nabywania broni biologicznej. Nie zawiera on zakazu stosowania broni chemicznej, odwołuje się jednak do postanowień Protokołu Genewskiego w tym zakresie. Konwencja weszła w życie 26 marca 1975 r. po ratyfikacji przez 22 państwa, w tym przez trzy państwa założycielskie będące depozytariuszami (art. 14). W obliczu licznych przypadków naruszenia konwencji 14 września 1992 Rosja, Stany Zjednoczone i Wielka Brytania zapoczątkowały prace nad wzmocnieniem reżimu stojącego na straży postanowień traktatu. W kolejnych latach nad tym zagadnieniem debatowały grupy przedstawicieli państw-stron konwencji. 8 grudnia 2006 swoje prace zakończyła konferencja przeglądowa, która ustaliła nowe środki weryfikacji działań związanych z bronią biologiczną.
Obecnie konwencja wiąże 188 Państw-Stron oraz 4 kraje, które złożyły pod nią podpis bez ratyfikacji.